# Еквітас

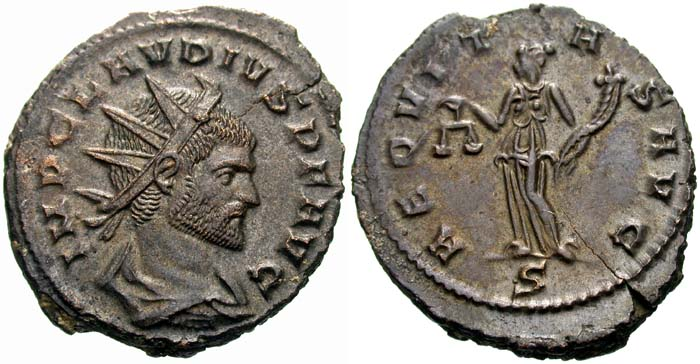
Зображення Еквітас на реверсі монети (антонініана) часів Клавдія II

Е́квітас (лат. Aequitas) — рівність, справедливість) — уособлення справедливості в Стародавньому Римі. За часів імперії встановлено її культ. Зображувалася на монетах у вигляді зіпертої на спис жінки в довгому вбранні, з терезами або рогом достатку в руці.
Творчий характер принципу еквітас (формальна рівність громадян перед законом) виявлявся лише тоді, коли необхідно було усунути суперечності між усталеним застосуванням права і конкретним, нестандартним випадком. Е́квітас стає мірилом відносним, пристосованим до специфічних особливостей спірного випадку, коли потрібно знайти нове рішення розумним примиренням обгрунтованих протилежних інтересів у дусі даного правового інституту та «вродженого чуття справедливості».